# Кахана, Мареш Самойлович
Мареш Самойлович Кахана (1901, Яссы, Румыния — 1985, Кишинёв) — молдавский советский эндокринолог и физиолог. Доктор медицинских наук (1960), профессор (1963). Заслуженный деятель высшей школы Молдавии (1981).

## Биография
Окончил медицинский факультет Ясского университета в 1926 году. Будучи студентом начал работать в нейропсихиатрической клинике «Сокола», сначала интерном (1922—1925), затем ординатором и ассистентом (1925—1930). В 1930—1940 годах — старший врач нейропсихиатрической больницы в Дичиосанмартине. В 1940 году переехал в Кишинёв; до 1947 года работал врачом-эндокринологом там же и в эвакуации. С 1948 года — доцент, затем заведующий кафедрой физиологии человека и животных Кишинёвского университета; с 1968 года — профессор этой кафедры. Докторскую диссертацию по теме «Изучение кортико-висцеральных механизмов, регулирующих функцию щитовидной железы» защитил в 1960 году.
Основные труды — в области нормальной и патологической физиологии желёз внутренней секреции.
Дочери — Адда Марешевна Кахана (1926—2014), невропатолог; Бланш Марешевна Кахана (род. 1932, Дичиосанмартин), биохимик, кандидат химических наук (1970), старший научный сотрудник Института физиологии и биохимии растений АН МССР (1956—1993), автор монографии «Биохимия топинамбура» (Кишинёв: Штиинца, 1974). Сын — Александр Марешевич Кахана (1929—1976), эндокринолог.

## Монографии
- Железы внутренней секреции. Кишинёв: Госиздат Молдавии, 1957.
- Патофизиология тиреотоксикозов. Кишинёв: Картя молдовеняскэ, 1959. — 159 с.
- Кортико-висцеральная регуляция функций щитовидной железы. Кишинёв: Картя молдовеняскэ, 1960. — 236 с.
- Патофизиология гипоталамуса. Кишинёв: Картя молдовеняскэ, 1961. — 360 с.
- Гипоталамические синдромы. Кишинёв: Картя молдовеняскэ, 1965. — 216 с.
- Патофизиология эндокринной системы. М.: Медицина, 1968. — 313 с.
- Фазы онтогенеза, гипоталамус и старение. Кишинёв: Картя молдовеняскэ, 1975. — 182 с.
- Роль гипоталамуса в регуляции гомеостаза эндокринных и обменных процессов. Кишинёв: Штиинца, 1978. — 196 с.
- Нейрогормональные механизмы тренированности. Кишинёв: Штиинца, 1979. — 120 с.
- Медико-биологические формы стресса. Кишинёв: Штиинца, 1981. — 174 с.